# Pyramide du Tacul
La Pyramide du Tacul (3.468 m s.l.m.) è una vetta del Gruppo del Mont Blanc du Tacul nel Massiccio del Monte Bianco.

## Descrizione

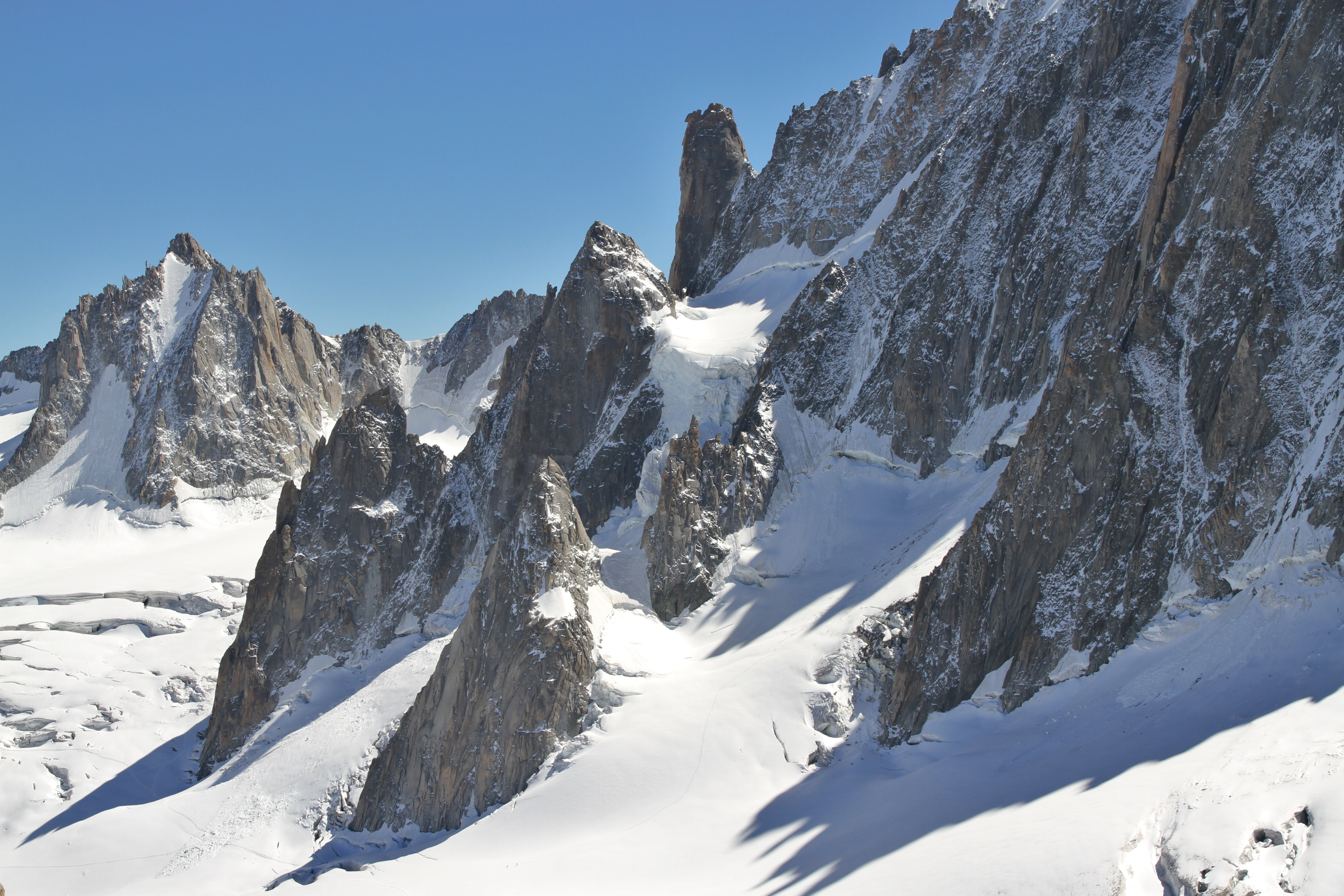
La parte bassa della cresta du Diable con la Pyramide, il Petit Capucin ed il Grand Capucin.

Si tratta di una guglia granitica che si erge dal ghiacciaio del Gigante. Costituisce la parte più bassa della cresta du Diable, cresta che, passando dalle Aiguilles du Diable, arriva alla vetta del Mont Blanc du Tacul.
Insieme al più noto Grand Capucin è una grande palestra per i rocciatori.